# Sinningia lineata
Sinningia lineata är en tvåhjärtbladig växtart som först beskrevs av Karl Jesper Hjelmquis, och fick sitt nu gällande namn av Chautems. Sinningia lineata ingår i släktet Sinningia och familjen Gesneriaceae. Inga underarter finns listade i Catalogue of Life.